# Matthias Klumpp
Matthias Klumpp (Reutlingen, RFA, 8 de agosto de 1968) es un deportista alemán que compitió en triatlón. Ganó una medalla de oro en el Campeonato Europeo de Triatlón de Larga Distancia de 1995.

## Palmarés internacional
| Campeonato Europeo | Campeonato Europeo | Campeonato Europeo | Campeonato Europeo |
| Año                | Lugar              | Medalla            | Prueba             |
| ------------------ | ------------------ | ------------------ | ------------------ |
| 1995               | Jümme (Alemania)   | Medalla de oro     | Individual         |